# Pär Zetterberg
Pär Zetterberg (Falkenberg, Halland, Suecia, 14 de octubre de 1970) es un futbolista sueco que jugaba de centrocampista. 
- Datos: Q503270